# مجدل شمس
مجدل شمس، شهری عمدتاً دروزی‌نشین در بلندی‌های جولان است که به‌طور غیررسمی، مرکز این منطقه به شمار می‌رود. از سال ۱۹۶۷، بلندی‌های جولان از جمله مجدل شمس، تحت اشغال اسرائیل قرار دارد؛ درحالیکه از نظر قانونی بخشی از سوریه به شمار می‌رود.

## خصوصیات
مجدل شمس ۸٬۸۰۰ نفر جمعیت دارد و ۱٬۱۳۰ متر بالاتر از سطح دریا واقع شده است.